# Репетиция оркестра
«Репетиция оркестра» (итал. Prova d'orchestra) — кинофильм Федерико Феллини, снятый в 1978 году. Фильм был представлен на внеконкурсном показе на Каннском кинофестивале 1979 года.

## Сюжет
Фильм снят в псевдодокументальной манере, где журналист берет интервью у музыкантов симфонического оркестра. Каждый исполнитель с особым восхищением рассказывает о себе и о своем музыкальном инструменте, что позже в фильме контрастирует с поведением некоторых исполнителей, занимающих низшие позиции во внутренней иерархии оркестра. В этой иерархии тот, кто глубже понимает музыку, стоит выше. Например, скрипки занимают одну из самых превосходных позиций, их музыкальные оценки более красивы, оригинальны и разносторонни. Скрипачи расширяют свое понимание музыки и инструмента до уровня философских дебатов, в то время как, к примеру, барабанщики и трубачи действуют как единое целое. Дирижер в этой иерархии почти божественная фигура, король, деспот. Даже интервью с ним в его кабинете олицетворяет особенный статус, с выраженным уважением и вниманием к его личности. Его понимание музыки находится на высшем уровне, и он переживает трагедию упадка классической музыки в современном мире. Высшими считаются арфисты, гобоисты, тубисты и несколько виолончелистов и скрипачей. Эти люди не бунтуют, а пассивно наблюдают, ошеломленные шумом и яростью возмущенных музыкантов, отражающих современное общество со всей его погруженностью в нигилизм. 
Особенное внимание заслуживает маленький старичок — старый переписчик нот, находящийся в низших сферах иерархии, который встречается в самом начале фильма, подобно старому рабу, преданно слушающему дирижера (что создает контраст с непослушанием и детским возмущением большинства музыкантов) и служащий как своего рода сказочный проводник для режиссера, когда кино переходит к псевдодокументальной маске. 
Конфликт между дирижером и профсоюзом музыкантов, препятствующим дирижеру полноценно творить музыку, становится аллегорией разрушения современного общества. Общество, стремясь к все большей индивидуальной свободе, не осознает, что это может привести к бедствию. Этот конфликт в дальнейшем превращается в полный сюрреализм, в котором теряется сама идея псевдодокументальности. К тому времени жанр фильма уже несколько раз изменяется, и псевдодокументалистика становится всего лишь первым слоем, инструментом, помогающим раскрыть суть этого произведения, которое не поддается обычному определению фильма. 
Репетиция начинается, и в процессе возникает конфликт между дирижером и музыкантами. Время от времени, в зависимости от негативных эмоций, раздаются глухие удары, которые заставляют стены здания дрожать. Все замечают это, но стараются не обращать внимания. В перерыве дирижер дает интервью, которое внезапно прерывается, когда гаснет свет. Возвращаясь на репетицию, дирижер сталкивается с хаосом в помещении: оркестр устраивает антидирижерскую революцию. Некоторые музыканты ставят вместо дирижера метроном, другие отказываются подчиняться, а третьи, в удивлении, наблюдают за происходящим. Арфистка, блаженная, дает интервью, пока чугунный шар для сноса зданий не проламывает стену, убивая ее.
В здании царит замешательство, и воспользовавшись возникшей обстановкой, дирижер предлагает продолжить репетицию. После успешного исполнения музыкального произведения оркестром, дирижер снова начинает возмущенную речь об игре музыкантов. В этот раз музыканты внимательно слушают его, и язык дирижера с итальянского переходит на немецкий. Экран затем покрывается черным, создавая образ дирижера, похожего на Гитлера. Некоторые критики считают, что Феллини через эту сцену иронизировал над властью, которая может взойти в процессе, где сливаются кино, театр и музыка, превознося музыку как высочайшее творение человека — мысли о том, что деспотизм может быть оправдан везде. Фильм завершается словами дирижера: «Всё начнём сначала!»

## В ролях
- Балдуин Баас — дирижер
- Клара Колозимо — арфистка
- Рональдо Бонакки — фаготист
- Элизабет Лаби — пианистка
- Фердинандо Виллелла — виолончелист
- Джованни Явароне — тубист
- Давид Монселл — первая скрипка
- Франческо Алуиджи — вторая скрипка
- Энди Миллер — гобоист
- Сибил Мостерт — флейтистка
- Франко Мадзьери — трубач
- Даниэле Пагани — тромбонист

Фильм был снят за 16 дней. Ещё шесть недель ушло на монтаж и озвучивание.